# Sven Erik Langemark
Sven Erik Langemark (født: 3. juni 1938[kilde mangler]) er en dansk gravørmester og oldermand i det danske gravørlaug.

Sven Langemark har ud over sit virke som gravørmester og oldermand, været mangeårig formand for "Foreningen til Lærlinges Uddannelse i Haandværk og Industri". Derudover har han besiddet en række bestyrelsesposter i dansk forenings- og erhvervsliv.
Langemark har modtaget ridderkorset af dannebrogordenen.